# أنصار الشريعة (موريتانيا)
جماعة أنصار الشريعة في بلاد شنقيط، أو أنصار الشريعة في موريتانيا هي جماعة إسلامية تعمل في موريتانيا. 

## خلفية
أسس عدد من الإسلاميين جماعة أنصار الشريعة في سجن دار نعيم المركزي في 11 فبراير 2013. ووصف أحمد سالم ولد الحسن أحد مؤسسي الجماعات غرض الجماعة بأنه محاربة العلمانيين وتطبيق الشريعة الإسلامية. قيل أن الجماعة تأثرت بتأسيس ونشاط أنصار الشريعة في تونس. عند تأسيسها انضم إليها بعض أئمة المساجد، وعدد قليل من السياسيين الإسلاميين الموريتانيين. 